# Leptosiphonium venustum
Leptosiphonium venustum är en akantusväxtart som först beskrevs av Henry Fletcher Hance, och fick sitt nu gällande namn av E. Hossain. Leptosiphonium venustum ingår i släktet Leptosiphonium och familjen akantusväxter. Inga underarter finns listade i Catalogue of Life.